# Vision sans tête
La « Vision  sans tête » (ou « Voie sans tête » ; en anglais « Headless way ») est une méthode spirituelle laïque, développée par le philosophe britannique Douglas Harding (1909-2007). Elle veut permettre à tout un chacun de voir ce qu'il est essentiellement, et qui n’est pas ce qu’il paraît être. Cette méthode doit aider à accéder directement à ce que chaque personne, selon Douglas Harding, est vraiment au-delà des apparences, à sa véritable nature (d’où une troisième appellation : « Voir qui vous êtes vraiment »). C’est en s’appuyant sur des  expériences simples, basées sur un retournement de l’attention vers ce qui regarde, que cette approche veut conduire, directement, les personnes qui la mettent en œuvre à une « expérience d'éveil ». Au cœur de cet enseignement spirituel se trouve cette idée : nous ne pouvons pas voir notre tête ; cela signifie qu'à sa place, se trouve la vision du monde et des autres.
« Vois-tu ta tête ?    

- Non

- Vois-tu le monde à la place ?       

- Oui

- Tu y es ».

     

R. Lang

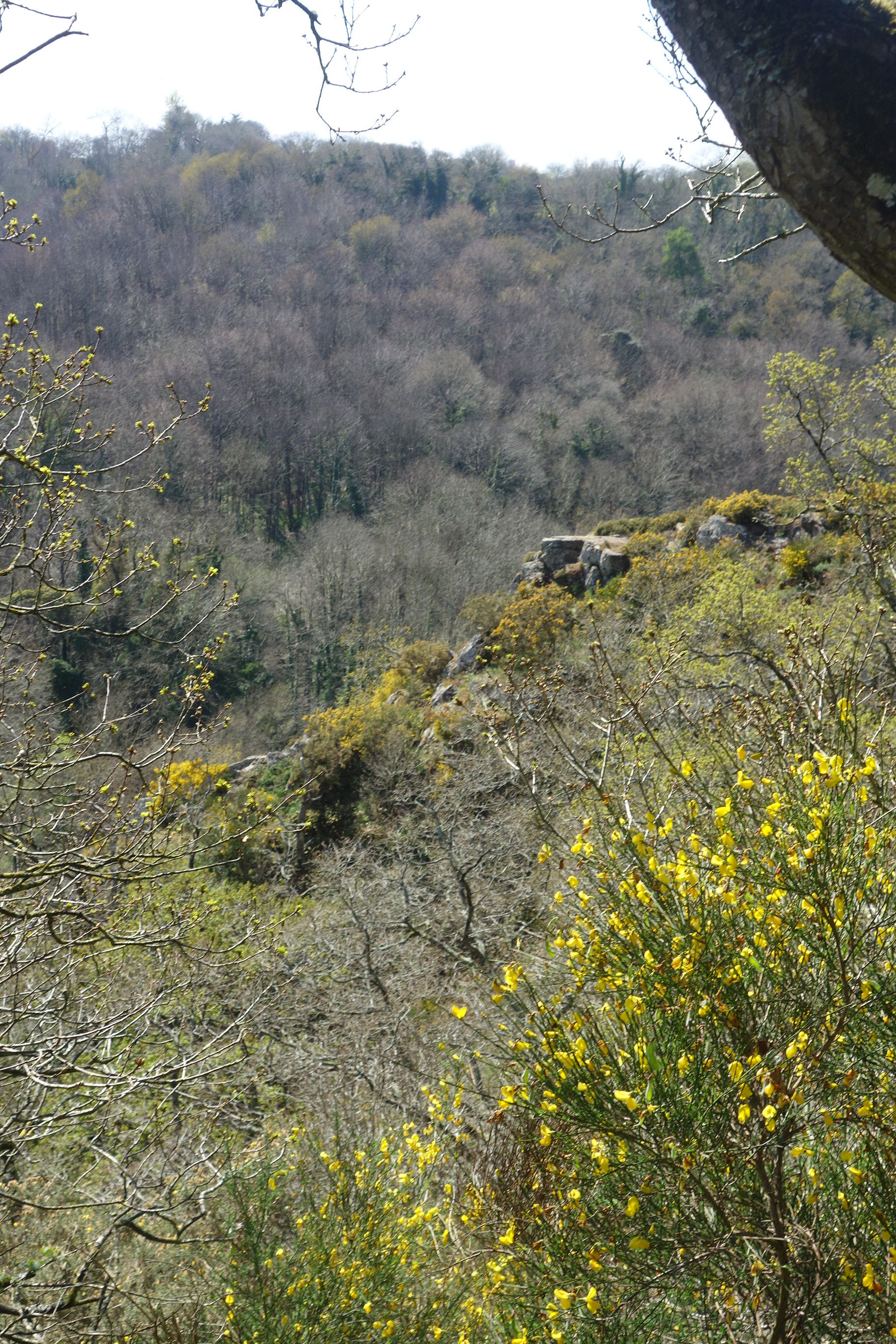
« Vois-tu ta tête ?
- Non
- Vois-tu le monde à la place ?
- Oui
- Tu y es ».
R. Lang

Si le sens de la vision est plus particulièrement testé, les autres sens sont aussi questionnés, ainsi que les pensées et les émotions. La répétition des expériences, de préférence dans le quotidien, pourrait mener, rapidement ou à plus long terme, facilement ou non, dans ce qui peut être  appelé un éveil permanent, un état de conscience plus serein, avec plus d’ouverture sur les autres et le monde (notre état naturel, dans la simplicité). Ainsi est dépassé le « je » (l’« ego »), cette fausse entité qui donne le sentiment d’être séparé, qui est la cause des problèmes relationnels, du stress, de la tristesse, du ruminement mental et de l’avidité, l'ego qui, au-delà de l'individu, conduit l’humanité vers les grands problèmes auxquels notre temps est confronté (environnement, guerres, dérives des démocraties).
La « Vision  sans tête » s’est bâtie en relation avec des traditions spirituelles comme le bouddhisme, le soufisme, l'advaita, ainsi que la philosophie et même les sciences. Il s’agit essentiellement d’une démarche d’expérimentation en  première personne, dans laquelle l’attention est portée sur le ressenti conscient brut, sans jugement et en lâchant prise. Dans le contexte de recherche contemporaine sur la conscience, les méthodes de la « Vision  sans tête » intéressent des chercheurs comme Thomas Metzinger ou David Chalmers qui relèvent l’intérêt des approches en première personne; mais ces méthodes sont rejetées par d'autres, par exemple Douglas Hofstadter et Daniel Dennett. Car il y a souvent des incompréhensions, quand par exemple José dit « José n’a pas de tête », alors qu’il en faut une pour le dire. Il peut être intéressant de chercher plus de clarté, en précisant par exemple : « "José" me situe uniquement au niveau de ce que je ressens et alors je ne vois pas ma tête ». Enfin, la « Vision sans tête » pourrait aussi utiliser les outils des recherches en première personne pour questionner et améliorer ses propres expériences ou la manière d’en rendre compte.
Depuis plus de soixante ans, à travers le monde, des ateliers sont organisés pour faire connaître et pratiquer les expériences de la « Vision  sans tête ». Des livres et sites web en plusieurs langues présentent la méthode,. Dans tous les cas il est demandé à chacun d’être son propre maître, de tester par lui-même et de voir ce qu’il en est.

## Se représenter

### Se dessiner tel qu’on se voit
La « Vision  sans tête », est une démarche qui s’appuie essentiellement sur des expériences que le lecteur (ou l’auditeur)  est invité à réaliser lui-même pour ne pas passer à côté de l'essentiel : les preuves concrètes (et non les théories) sur lesquelles il pourra s'appuyer.

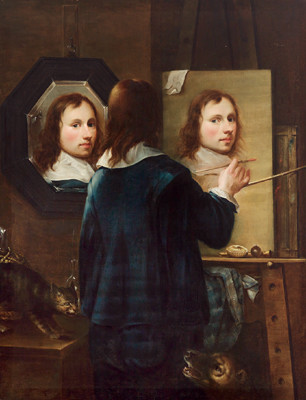
Exemple de réalisation d'autoportrait: en 1646, Johannes Gumpp réalise un tableau où il se représente de dos en train de faire son autoportrait ; il doit utiliser un miroir car il lui est impossible de voir directement son propre visage.

L’une de ces expériences, « Se dessiner tel qu’on se voit », permet de se relier à l’historique de la démarche. La consigne de l'expérience peut être résumée ainsi : « Dessinez-vous tel que vous vous voyez, tel que vous vous percevez réellement, et non pas tel que vous le pensez. ». Le lecteur est, ici aussi, invité faire réellement l’expérience, de façon très simple, ou à imaginer ce qu’il ferait lui-même en réponse à cette consigne.
Dans les faits, la très grande majorité des personnes produisent un dessin où apparaît leur visage. Et pourtant, il est impossible de voir directement son propre visage. C’est d’ailleurs pour cela que les artistes réalisent leur autoportrait en utilisant une aide technique, historiquement un miroir (voir l'encadré). Le miroir (plus récemment la photographie et le selfie) permet d'accéder à une image de son propre visage : nous voyons alors notre visage comme nous voyons les autres visages, à distance, comme un objet, c'est une vue « en troisième personne ».

#### Illusions de la vision
Bien que nous ne ne puissions pas voir directement notre visage (contrairement à nos bras ou à nos jambes), nous le dessinons pourtant comme s'il était vu directement, et nous ne savons pas comment faire autrement. Il s'agit d'une illusion mentale, telle celle qui est illustrée depuis fort longtemps en Inde par l'histoire de la corde prise pour un serpent : dans un pays où il y a beaucoup de serpents, une corde placée dans l'ombre peut être confondue avec un serpent et provoquer une belle frayeur. Et pourtant : « il n'y a pas de serpent en dehors de votre imagination ». Pour les scientifiques, le processus de vision (qui transforme l'image reçue par nos yeux en l'image mentale qui est réellement vue) est un processus très complexe et, comme le relève Lai-Sang Young, de l'Université de New York « beaucoup de choses que vous pensez voir, vous les inventez, vous ne les voyez pas réellement », ce que confirme le neurologue Lionel Naccache : « notre perception du monde est une construction active ». Nous nous illusionnons sur ce que nous voyons.

### L'autoportrait d'Ernst Mach
Le physicien et philosophe Ernst Mach (1838-1916) a donné de lui un « autoportrait » célèbre: cherchant à « montrer comment l’auto-inspection du Moi pouvait vraiment être « réalisée » », il a publié en 1886, dans son livre L'analyse des sensations un dessin souvent intitulé « Vue de l’œil gauche » ou « Autoportrait d’E. Mach » (voir l'encadré). Ce dessin est bien un autoportrait, mais il a la particularité de représenter non pas la tête et le visage (seuls le bout de la narine gauche et le contour de l'arcade sourcilière sont visibles — à noter qu'il ferme ici l'œil droit) mais ce que l'auteur du dessin voit de lui : en l'occurrence, son corps allongé sur un sofa et ses mains. Ce faisant, Mach a donné de lui un « portrait » « en première personne », adoptant ainsi un point de vue subjectif ,,. Ce faisant, il se représente vraiment « tel qu'il se voit ». 
La démarche est similaire à celle d'une personne qui se photographierait en train d'utiliser un ordinateur, comme dans l'image ci-dessous à droite. Par ailleurs, Henri Cartier-Bresson a réalisé un autoportrait photographique similaire en 1933, et plus récemment, Cabu, pour la couverture de son album Voyages au bout du crayon paru en 2011.

Représentations suggérant ce qu'est une vue en première personne
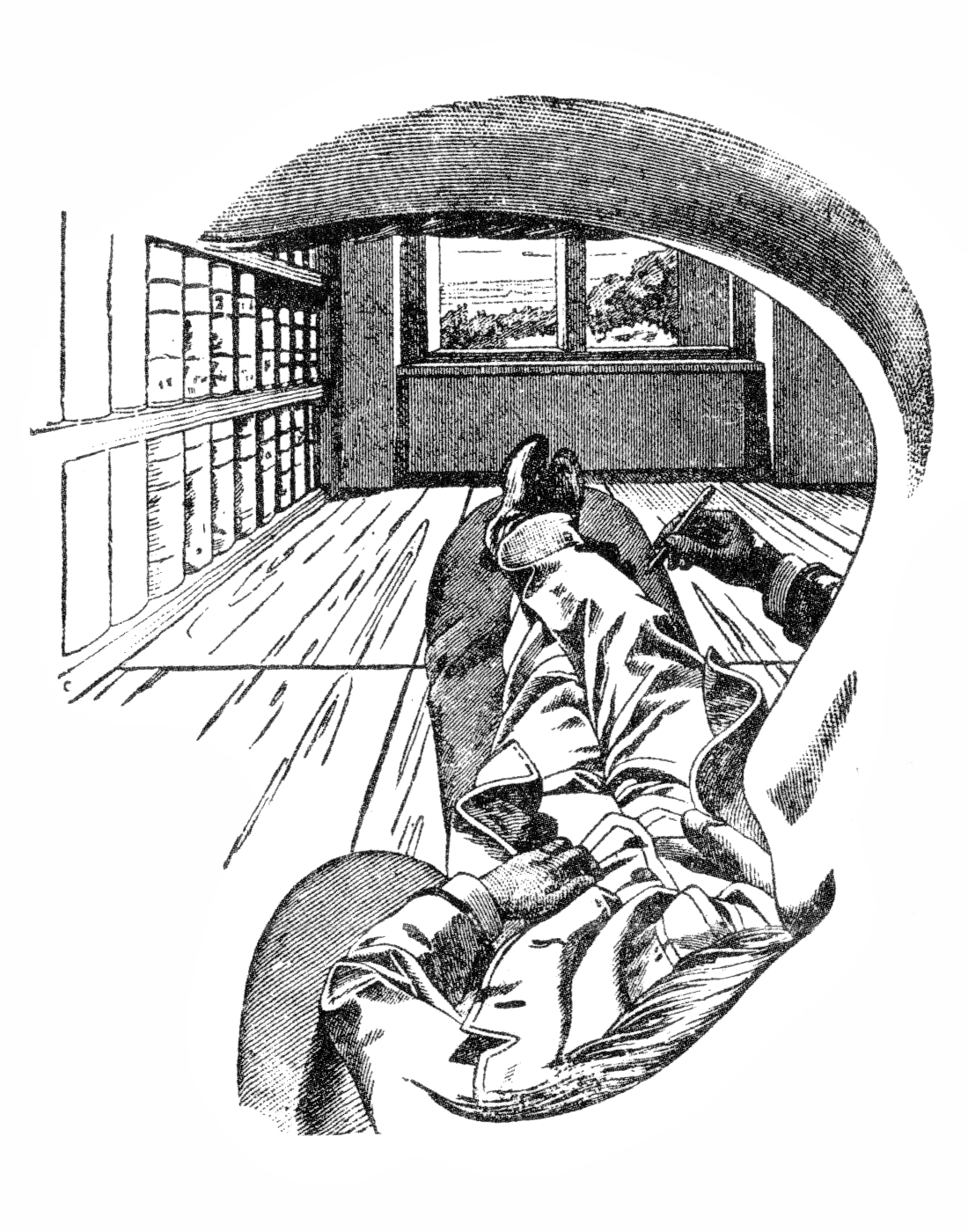
Autoportrait d'Ernst Mach ou Vue de l’œil gauche (1886). Mach représente ce qu'il voit de lui, et au-delà de lui. On a donc  là ce que tout un chacun voit de soi.
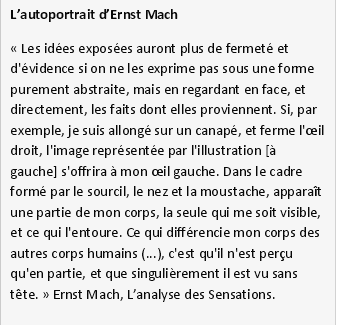
Commentaire d'Ernst Mach sur son autoportrait[12].
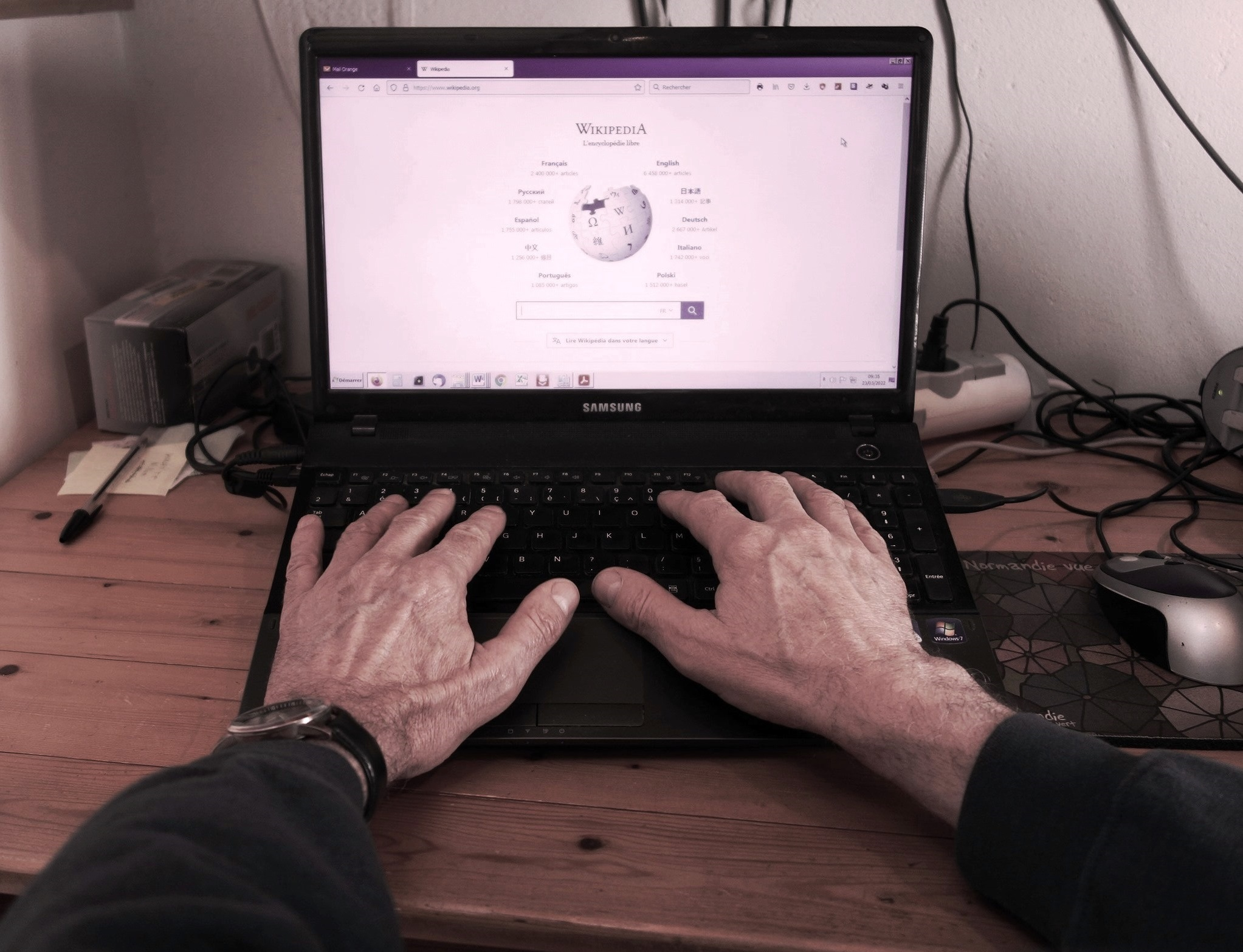
Une personne qui utilise un ordinateur se voit comme sur cette photo : l'appareil photo placé près des yeux permet de fournir une image qui pointe vers ce qui est vu en première personne. En réalité, l'expérience est bien plus riche (multisensorielle, vivante)[17].

## Douglas Harding et sa méthode
Pour un article plus général, voir Douglas Harding.
L’autoportrait d’Ernst Mach servira  de point de départ à une démarche que va développer Douglas Harding (1909-2007)  et qui sera appelée : « The headless way » (« La Voie sans tête ») ou, plus particulièrement en France, la « Vision  sans tête ».
D. Harding était architecte de profession. Déjà durant son enfance, il fut profondément occupé par la question « Qui suis-je ? ». Ainsi, son œuvre traitera-t-elle de questions relatives à une recherche sur qui nous sommes vraiment (en particulier, son premier ouvrage Vivre sans tête paru en 1961 et régulièrement réédité) et aussi d’une mise en perspective bien plus large,,.

### La«Vision  sans tête»
À 33 ans (années 1942-43), D. Harding est vivement interpellé par l'autoportrait de Mach, et par la réflexion de ce dernier sur le fait qu'il ne voit ni sa tête ni son visage : « Harding réalisa que c'était ainsi qu'il se voyait, s'il regardait objectivement, avec l'innocence d'un enfant ». Puis, au cours d’une randonnée dans les Hymalaya, une vision similaire à celle représentée par Mach s'impose naturellement à lui, et elle le bouleverse,, : 

« Il m'arriva une chose incroyablement simple (...) : je m'arrêtais de penser. (...) La raison, l'imagination et tout le bavardage mental prirent fin. (...) Le passé et l'avenir s'évanouirent. J'oubliais qui j'étais (...). C'était comme si à cet instant je venais de naître, flambant neuf, sans pensée, pur de tout souvenir. Seul existait le Maintenant, ce moment présent, et ce qu'il me révélait en toute clarté. Voir, cela suffisait. Et voir quoi ? Deux jambes de pantalon de couleur kaki aboutissant à une paire de bottines brunes, des manches kaki amenant de part et d'autre à une paire de mains roses, et un plastron kaki débouchant en haut sur... absolument rien ! Certainement pas une tête. Je découvris instantanément que ce rien, ce trou où aurait dû se trouver une tête n'était pas une vacuité ordinaire (...). [C]e vide était très habité, (...) rempli à profusion, un vide qui faisait place à tout — au gazon, aux arbres, aux lointaines collines enneigées, et bien au-delà d'elles, aux cimes enneigées (...). J'avais perdu une tête et gagné un monde. »

#### Réactions
Le philosophe Maurice Merleau-Ponty (1908-1961) a fait part de constations similaires à celle de D. Harding dans deux ouvrages publiés à la même époque, en 1942 et 1945 : il a constaté qu'au-dessus de ses épaules, il y avait « un objet tactilo-musculaire » et que visuellement c'était « un grand vide au niveau de la tête ». B. Ramm indique que Jean Paul Sartre lui aussi était conscient de ne pas voir sa tête, alors que D. Harding a été plus loin que ces deux philosophes en mettant en évidence les implications au niveau de la nature de soi et en développant des expériences qui permettent d'étudier ce vide qui est ressenti.
Plusieurs auteurs (comme Sam Harris, Franck Terreaux ou Olivier Burkeman) notent que l'expression de D. Harding « Je n'ai pas de tête » est très imagée mais peut aussi amener à des incompréhensions importantes (car, objectivement, celui qui parle a une tête). Ainsi, S. Harris fait-il longuement référence à des  philosophes connus comme Daniel Dennett et D. Hofstadter qui n'étaient pas loin de penser que D. Harding avait réellement perdu la tête. Pour F. Terreaux, il faudrait être plus explicite, dire que ne pas avoir de tête c'est juste une impression et que l'important c'est l'espace vide dans lequel le monde apparaît, qu'il y ait une tête ou pas. Pour S. Harris il doit être bien clair qu'il s'agit d'un langage en 1re personne (subjectif), non un langage en 3e personne (objectif, rationnel) : le « Je n'ai pas de tête » est bien compris par « ceux qui sont familiers avec l’expérience de la transcendance du moi » et peut malgré tout laisser perplexe ceux qui sont moins préparés. Ce qui est formulé est à situer dans son contexte (un vécu intérieur ou une réalité extérieure, sans qu'un point de vue ou l'autre soit rejeté). Dans tous les cas, la réalité ne sera décrite qu'imparfaitement. 

#### La vision d'une enfant

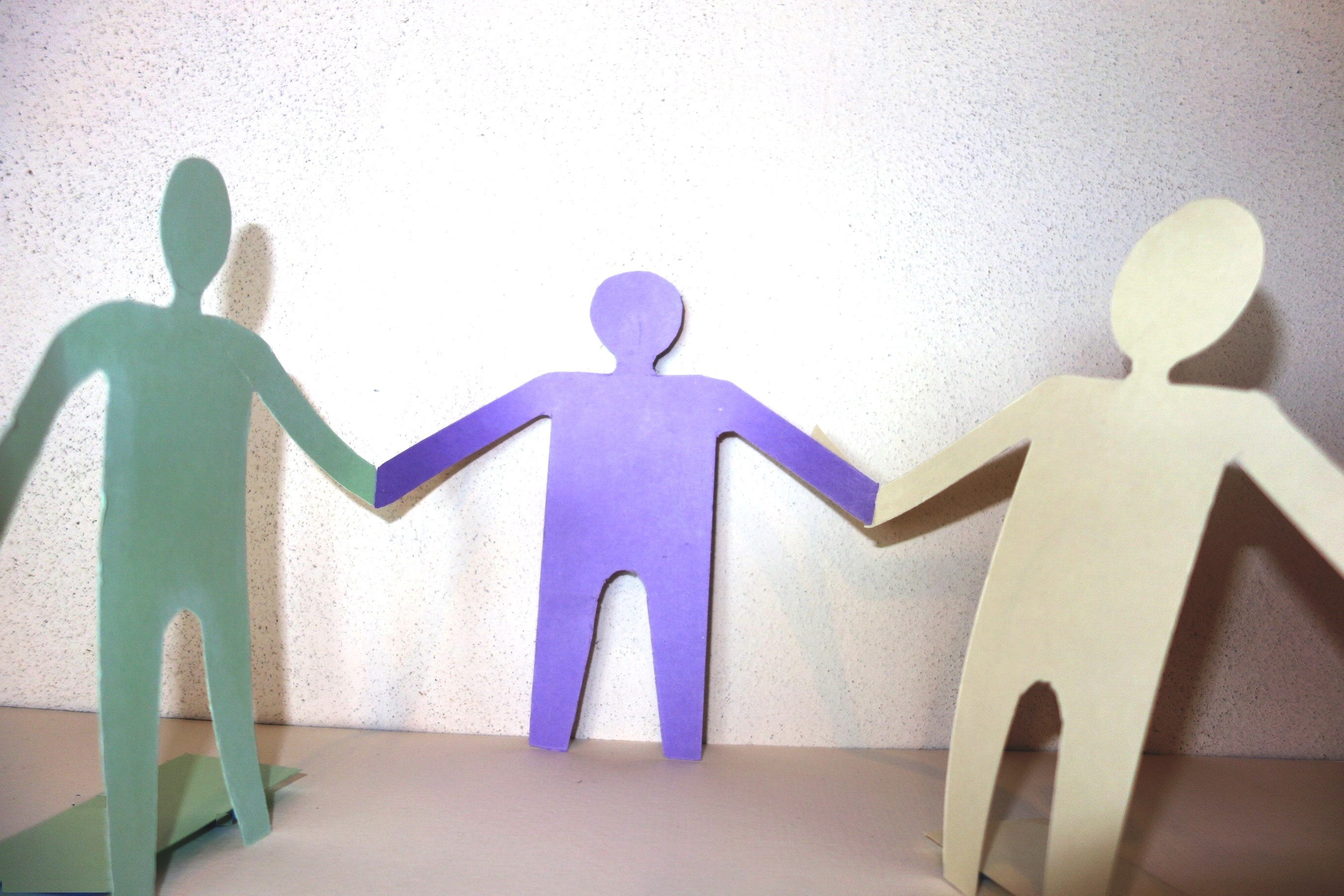
Dans un groupe, un enfant ne se voit pas (ou peu). Si on lui demande de compter combien il y a d'enfants, il peut oublier de s'inclure dans le décompte. La chose a été notée par José Piaget après L. Brunschvicg.

Une réalité qu'une une petite fille de neuf ans fait sentir dans ce poème : 
Ne t'es-tu jamais sentie comme absente,
Juste un tout petit point d'air,
Avec tous ces gens autour de toi.
Et tu n'es tout simplement pas là ? 
Il s'agit d'un poème, repris par D. Harding, et traduit par José Le Roy : l'enfant, plus encore quand il est en bas âge, se vit « comme absent du monde », car il ne voit pas son visage comme il voit celui des autres. Durant la première année de sa vie, il ne se reconnait pas dans un miroir, croyant qu'il s'agit du visage d'un autre. Un peu plus tard, dans un groupe, si quelqu'un lui demande de compter combien il y a d'enfants en tout, il s'oubliera souvent (voir image ci-contre). Ceci avait déjà noté en 1900 par le philosophe Léon Brunschvicg dont les travaux inspireront le psychologue Jean Piaget.

### Pointer du doigt

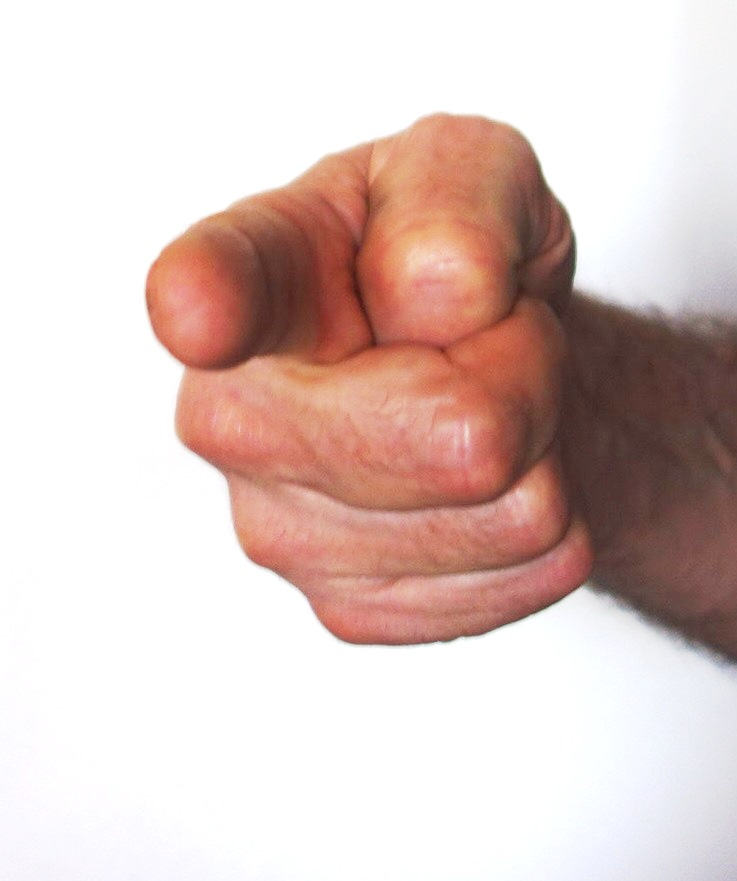
Dans l’expérience du doigt qui pointe (ou pointage), celui qui fait l’expérience pointe d'abord vers des objets environnants, puis son corps, et finalement vers son visage. À cet instant, la question est : dans cette expérience visuelle, vers où pointe ce doigt ? Le lecteur du présent article peut aussi se demander, en se limitant à ce qu'il voit ici est vu, vers où pointe le doigt qui est sur la photo. Il est possible de trouver un ressenti, assimilé à la « conscience pure » sur laquelle la vision apparaît, comme peuvent y apparaître les autres expériences sensorielles, les pensées et les émotions.

À la suite de sa vision, D. Harding va longuement développer son approche, au contact des philosophes ou de traditions comme le Zen, en particulier les enseignements originels du Chán chinois,. Il va aussi chercher à partager cette « Vision  sans tête » en organisant des ateliers et en proposant des expériences variées, l’expérience de base consistant à pointer du doigt (pointage) en étant attentif à ce qui est réellement vu : « Montrez vos pieds, vos jambes, votre ventre, votre poitrine, puis ce qu'il y a au-dessus. Continuez à regarder vers quoi votre doigt pointe maintenant. Regardez quoi ? ». Cette simple expérience est souvent une révélation.
Il est nécessaire de laisser de côté la mémoire et la pensée, de tourner  « son attention de 180° vers sa propre origine ; (...) faire basculer le regard de ce qui est regardé vers ce qui regarde en nous » et de réaliser un véritable lâcher-prise, sans tension mentale : je sais que j'ai un visage mais je constate que je ne le ne vois pas, qu'est-ce qui est réellement vu, ? Pour contourner ce qui peut être une difficulté, S. Harris propose une approche très concise : « Pendant que vous regardez le monde, imaginez simplement que vous n’avez pas de tête ». Pour lui, il n’y a rien à faire d’extraordinaire, il ne faut pas se battre avec l'expérience, cette vision est directement accessible, à la surface de la conscience, elle est vue immédiatement... ou pas.
Pointer vers le visage, la tête, est donc une invitation à se questionner sur ce qui regarde. Pour S. Harris, il s'agit de la « vision de la conscience ouverte », un « état sans moi » (sans ego), une expérience d'éveil que tant de méditants n'arrivent à atteindre, passant à côté de la trop grande évidence que cache bien souvent les enseignements spirituels. Pour B. Ramm, ce qui regarde c'est la « pure conscience » : l'expérience du pointage est particulièrement intéressante car non seulement elle permet d'expérimenter la « pure conscience », mais en plus c'est une méthode qui peut être reproduite à tout moment. En final, l'expérience peut être complétée en tournant son attention non seulement vers ce qui regarde mais aussi vers l'extérieur (double-pointage). Elle peut aussi être faite sans pointer réellement le doigt, mais en pointant au moins l'attention vers ce qui regarde et ce qui est vu (se centrer).

### Autres expériences
Les expériences qui ont été développées dans le cadre de la « Vision  sans tête » sont nombreuses et variées, : des expériences individuelles (s'appuyant sur les sens et plus particulièrement la vision, le temps, l'immobilité, les pensées, les émotions), à deux ou en groupe (la relation, la comparaison, l'unité...), en atelier, dans la vie courante...
S. Harris rapporte cette expérience (appelée souvent « face à non-face ») : quand nous sommes avec une autre personne, nous pouvons constater que nous voyons son visage et qu'elle est en train de regarder notre visage, ce visage que nous ne pouvons voir nous-mêmes. Se chercher soi-même peut alors amener le changement de perspective que décrit D. Harding. Cette expérience peut aussi être faite devant son miroir, le matin par exemple : dans le miroir, à distance, nous voyons ce visage que les autres voient de nous-mêmes et dont il est difficile de se dés-identifier, mais quel visage voyons-nous réellement, là où nous sommes ? Un visage que D. Harding appelle « notre véritable visage ».
Précédemment, il a été dit qu'habituellement nous nous voyons de l'extérieur (vue en troisième personne). C'est le cas aussi quand nous nous déplaçons : sur la route, nous voyons habituellement notre voiture se déplacer et les bords de route sont immobiles. L'expérience consiste, sans prendre de risque, à faire attention à nos mains ou à la voiture : alors, nous devenons immobiles et ce sont les bords de la route qui défilent, nous « avalons » le bitume cette fois. Nous sommes revenus à une vision en 1re personne, une vision plus réaliste car il est impossible de se voir de l'extérieur. Le même phénomène peut être constaté si nous tournons sur nous-mêmes (comme des derviches tourneurs) : habituellement, nous nous voyons tourner, mais nous pouvons voir aussi les murs de la pièce tourner autour de nous alors que nous nous voyons immobiles (au début, il est souvent utile de placer un doigt devant les yeux et le fixer).
D'autres expériences mettent en œuvre les autres sens : par exemple, écouter ou sentir en fermant les yeux.

### Découvrir ce que nous sommes vraiment
L'essentiel de la « Vision  sans tête » consiste à prendre conscience que, pour l'essentiel, nous ne sommes pas ce que nous paraissons être (un visage, un corps) ou croyons être (une identité, un moi séparé). Olivier Burkeman note que D. Harding fait le lien entre le sentiment d'être un moi séparé, le « je », et nos difficultés dans la vie, en particulier la tristesse, le stress, les relations difficiles. Ce que confirme José Le Roy qui explique que ces difficultés viennent du fait que nous vivons à partir de l'apparence, du faux, au lieu de notre vraie nature, que nous sommes décentrés. Tandis qu'avec l'expérience sans tête, nous nous recentrons, et quelque chose d'intéressant se produit : la vision du « je » en tant qu'objet a disparu, remplacée par la vision du monde apparaissant dans notre conscience qui est alors le vrai « je », « ce que nous sommes vraiment » : 
(...) l'identité centrale, ou l'être le plus intime, est immédiatement accessible par l'expérience directe ; vide, simple et silencieuse en soi, elle contient ou manifeste toutes les formes, couleurs, sons et complexités de ce monde en constante évolution.
En première personne, c'est vu, sans personne pour regarder, dans la « pure conscience »,, le « Visage Originel » du Zen, le « Soi » du Védanta. La « Vision  sans tête » apparaît donc bien comme une méthode pour se familiariser avec sa « véritable nature ». Cette voie est simple, il ne s'agit pas d'expériences extraordinaires, et ce petit dialogue de R. Lang le confirme :  « -Pouvez-vous voir votre tête?   -Non.   -Pouvez-vous voir le monde à la place ?   -Oui.   -Vous l'avez ». Il s'agit même d'une réalité souvent trop simple pour être vue. Même les personnes qui ont compris qu'ils ne voient pas leur tête peuvent réagir en disant : « Et alors ? ». Ce qui amène S. Harris à préciser que ceux qui passent à côté de l'expérience sont souvent les personnes qui ne sont pas assez avancées dans le questionnement sur ce qu'ils sont. Car, pour ceux qui sont prêts, cette expérience, en fait une forme de méditation,, leur renvoie la réponse (tant) attendue. D'autres difficultés peuvent être dues aux croyances : par exemple croire qu'il est impossible d'accéder à sa véritable nature tout de suite ou même dans deux vies. De plus, il y a souvent beaucoup à lâcher, c'est pourquoi D. Harding indique que s'éveiller est souvent semblable à mourir : il y a donc des résistances à cette ouverture ; par contre, quand elle est établie, la mort ne fait plus peur.
D'autre part, l'ouverture de la conscience, l'éveil, a souvent été comparé à la vision d'un enfant. José Le Roy, en accord avec les travaux du psychologue Steve Taylor, note que la conscience du petit enfant est une conscience éveillée, ouverte au monde et à autrui (sans ego). Puis, découvrant au fur et à mesure son corps et son visage (dans le stade du miroir en particulier) et développant son individualité, l'enfant perd cette conscience éveillée pour une conscience plus restreinte et une esprit moins serein (plus égotique), mais acquiert des capacités cognitives et se structure psychologiquement. Ainsi, ouvrir sa conscience, s'éveiller, ce n'est pas revenir en enfance, mais garder aussi les acquits de l'état adulte habituel tout en retrouvant un contact plus direct avec soi, les autres et le monde, un état naturel.

### Approfondissement: la Voie sans tête
D. Harding indique :
Vous n'avez que trois choses à faire dans la vie :
La première chose à faire est de Voir Ce que vous êtes vraiment.
La deuxième c'est de Voir à partir d' Ici.
La troisième c'est de continuer à le faire.
La « Voie sans tête » permet un accès direct à « ce que nous sommes vraiment » : cependant, souvent, il est nécessaire d'avoir une certaine maturité avant de pouvoir voir sa véritable nature, ou d'avoir un temps d'intégration et de pratiques après la première vision. Les expériences de cette voie sont des expériences (des aperçus) d'éveil, elles doivent être renouvelées jusqu'à ce que la vision devienne continue et naturelle (confiance, lâcher-prise). Pour R. Lang, arriver à la vision est facile, mais s'y maintenir est plus difficile, cependant il n'y a rien à forcer, les pratiques doivent convenir à celui qui les met en œuvre. L'accès aux expériences est accessible à tous et gratuit (sites) ou presque (livres). Les pratiques peuvent être formelles (faire les expériences en s'appuyant sur les livres, les sites dédiés ou en participant à des ateliers) ou informelles (dans la vie de tous les jours : penser à se centrer sur son espace de vision, en particulier en face de quelqu'un d'autre dans une attitude d'écoute ; se voir immobile alors qu'on se déplace ;...). Chacun peut les organiser à un moment régulier dans la journée ou pas,.
La « Voie sans tête » est une voie spécifique, elle peut se suffire à elle-même. Elle permet aussi que chacun adapte les pratiques présentées, ou en adopte d'autres proposées ailleurs, en restant vigilant sur le rôle du mental (certaines pratiques n'ouvrent pas réellement la conscience, renforçant insidieusement l'ego ; de plus, il est recommandé de s'en tenir à des pratiques qui paraissent adaptées à celui qui les met en œuvre, ne pas se forcer à faire une pratique). Par ailleurs, à l'intérieur même des autres approches, les pratiques de la « Voie sans tête » peuvent être utilisées comme l'expérience du pointage par exemple, il n'y a pas d'exclusive. Enfin, cette voie, qui s'appuie sur le vécu de chacun, est non-hiérachique : elle n'a pas de chef, elle est à nouveau sans tête. Par contre, le fait qu'elle ne soit pas cadrée par une hiérarchie et une doctrine figée amène parfois des difficultés pour les personnes intéressées.
Comment faire face aux émotions ou au stress ? D. Harding propose ses réponses dans son livre « Vivre sans stress : l'accès direct à votre paix intérieure ». Sur le fond, la « Voie sans tête » est la réponse de long terme puisqu'elle permet d'aller vers une vie plus paisible en s'appuyant sur sa vraie nature plutôt que sur les apparences. Sur le moment, en cas d'émotion ou de stress, il est proposé deux façons de répondre : soit se recentrer sur l'espace de la conscience ouverte où tout est paisible ; soit plonger dans ce qui perturbe, accueillir les sensations, ne pas les rejeter (fermer les yeux, explorer et accueillir les sensations ou simplement lâcher-prise). Ce sont en fait deux manières de revenir à la conscience ouverte : alors l'émotion (la colère par exemple), qui s'alimente à notre moi égotique, perd de sa force, sans forcément disparaître. C'est une manière puissante de répondre aux (ou d'anticiper les) difficultés ; ne pas être (uniquement) à la recherche de soulagement,,.

## Vision et sciences

### Vision
Pour un article plus général, voir Vision humaine.

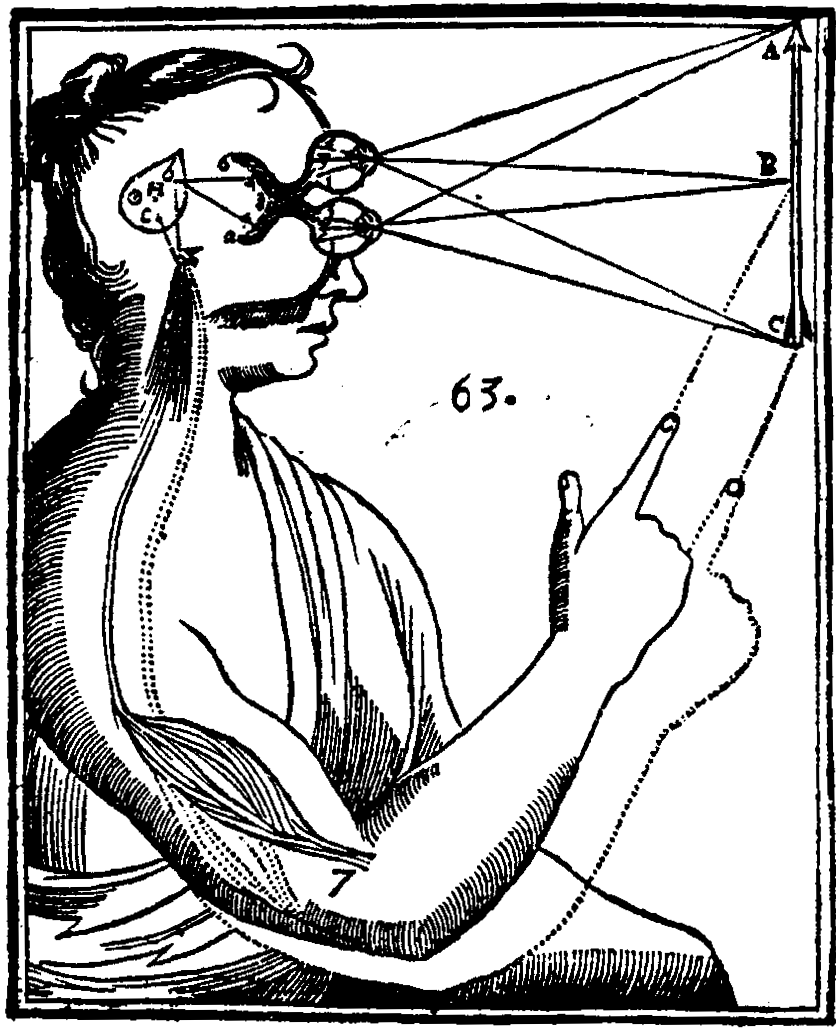
Dessin de R. Descartes (1596-1650): le processus de la vision est purement mécanique jusqu’à la glande pinéale dans le cerveau qui ferait alors le lien avec l’esprit[39].
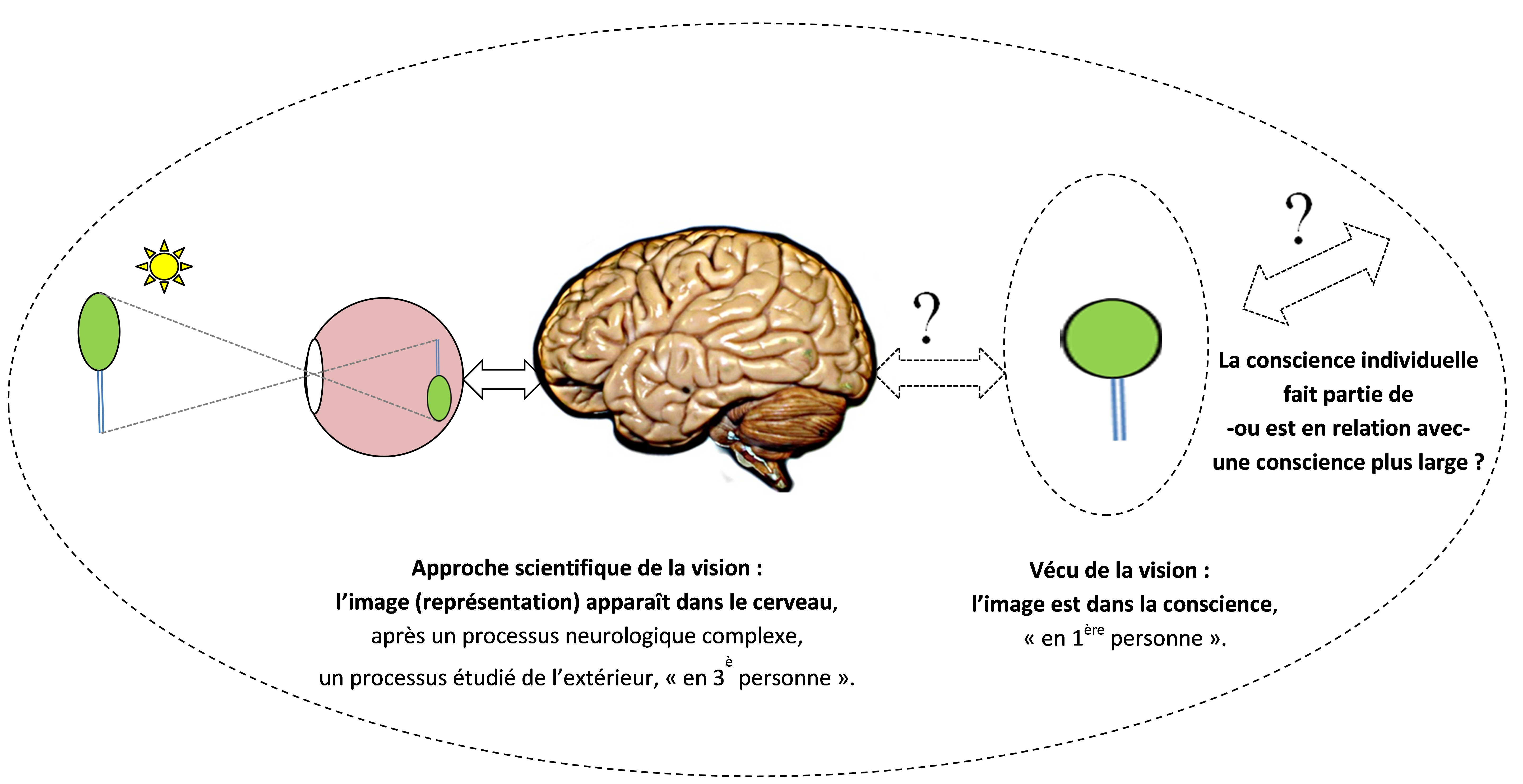
Le processus de la vision. Pour les scientifiques, la vision est un processus optique puis neurologique qui produit une image dans le cerveau : comment expliquer alors que la perception a lieu dans la conscience ? Et où est la conscience : dans la tête ou ailleurs ? C'est le « problème difficile de la conscience ». Par ailleurs, la conscience est : témoin (la « pure conscience ») des perceptions, pensées, émotions, ainsi que de l'énergie vitale[40]. La « pure conscience » peut être (ou peut ne pas être) vue en relation avec une réalité plus large.

Les scientifiques décrivent le processus de la vision à partir de ce qu’ils comprennent de l’extérieur (en troisième personne), en résumé : la lumière réfléchie par un objet frappe l’œil, puis sa rétine, il y a alors transmission d'informations au cerveau où tout un travail est effectué pour restituer finalement une image consciente. Comme il a été dit plus haut, cette image s'avère plus ou moins fidèle aux images d'origine (dans les yeux). Certains aspects sont tout simplement construits par le cerveau, comme les couleurs : la lumière rouge est une onde électromagnétique à l'extérieur, elle n'est rouge que dans ce qui est vu ; de même, l'herbe n'est verte que dans la vision. Par ailleurs, la vision n'a pas lieu dans les yeux : dans l'approche des sciences de la nature (naturalisme, une forme de matérialisme), elle se produit dans le cerveau,,. En réalité, la vision (ainsi que les autres perceptions) est vécue dans la conscience de la personne (en 1re personne), : la question du lien entre le cerveau et la conscience, est posée depuis longtemps. Ce qui constitue le problème corps-esprit ou « le problème difficile de la conscience » (David Chalmers), toujours non-résolus et posés différemment suivant les auteurs,.
Les réalités qui vont au-delà de la conscience individuelle sont aussi appréhendées diversement : la conscience pourrait, selon certaines écoles du panpsychisme ou de l'idéalisme, être reliée à ou intégrée à une conscience plus large (ou au flux de la vie...) dont dépendrait toute chose, et l'inverse est également envisagé comme dans les approches du matérialisme (la conscience dépend de la matière),.
Cependant, pour Brentyn Ramm (qui s'adresse ensuite au lecteur) :« la question la plus importante pour l'investigation, de loin, parce qu'elle est la plus personnelle, concerne la nature de soi-même : Qu'est-ce qui est conscient de ces marques noires sur un fond blanc en ce moment ? ».

### Ouvertures

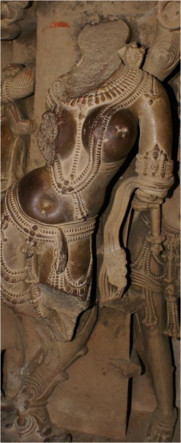
Statue sans tête au temple de Jagdambi, Khajuraho, Inde. La tête est remplacée par un motif en chiffre « 8 » symbolisant un champignon enthéogène (substance psychotrope).

La « Vision  sans tête » touche des disciplines qui s'intéressent à la conscience comme la philosophie, la spiritualité, les sciences. Elle peut aussi apporter des éclairages par ailleurs, par exemple les arts.
Au niveau des neurosciences, un lien a pu être établi entre élargir sa vision (vision lointaine et panoramique : regarder sur les côtés, au-dessus, au-dessous) et la réduction du stress cerveau et psy regardez l'horizon. Ici, ce sont les neurosciences qui confirment une expérience de « Vision  sans tête » appelée « Embrasser le monde » qui permet de se centrer et donc prendre ses distances avec le stress, comme indiqué ci-dessus.
Dans le domaine artistique, la « Vision  sans tête » a pu apporter des éléments pour éclairer certaines œuvres. Ainsi, W. Muller, tout en précisant que les tableaux de René Magritte sont de véritables exercices de phénoménologie, s'appuie sur l'approche de D. Harding pour commenter« Le principe du plaisir »(1937), œuvre dans laquelle une boule de lumière a pris la place de la tête et serait le symbole d'un éveil (illumination). D'autres auteurs font également appel à la vision de D. Harding pour expliquer pourquoi certaines statues sont sans tête dans les temples de Khajuraho en Inde (construits aux alentours de l'an 1000) : dans les perspectives de l'époque, l'éveil (identifié à un état sans tête) pouvait être favorisé par l'utilisation de champignons psychotropes (symbolisés par le motif en 8).
Pour Olivier Burkeman : « Suivez ces idées dans un sens et vous arrivez au Bouddhisme Zen, dans un autre et vous vous retrouvez avec la philosophie de l'esprit moderne ». M. Haederle confirme que les expériences de D. Harding rappellent les instructions du Zen : « faire un pas en arrière » ou « voir son visage originel » alors que des rapprochements peuvent aussi être faits avec d'autres voies du Bouddhisme (dzogchen, pleine conscience par exemple). D'autre part, dans le cadre de la recherche sur la conscience en philosophique (en particulier la philosophie de l'esprit) et dans les sciences, les chercheurs ont développés des travaux sur le thème de la conscience  « pure » ou « pure conscience » (la conscience sans ses contenus, par exemple les pensées ou perceptions) et les méthodes en 1re personne avec la phénoménologie. Ainsi, les travaux de la  « Vision  sans tête », après avoir été peu pris en compte au niveau universitaire, ont pu être utilisés dans le  but d'accéder simplement à la « pure conscience »,,. Pour les approches en première personne, B. Ramm rappelle la méthode de l'épochè de la phénoménologie Husserlienne (suspension des pensées et jugements ; retournement de l'attention vers le vécu de l'expérience ; lâcher-prise), en s'appuyant sur Nathalie Depraz et al.. Cette méthode est, de fait, très proche de celle qui est utilisée pour réaliser les expériences de la « Vision  sans tête » et B. Ramm fait le lien entre les deux. Ainsi, les relations entre phénoménologie en première personne et « Vision  sans tête » se développent de manière fructueuse.

Par ailleurs, José Le Roy indique que l'époché d'Edmond Husserl est une expérience d'éveil tandis que  Philippe Setlakwe Blouin cite dans un de ses travaux la traduction du texte d'Edmond Husserl qui suit :  
Peut-être même se montrera-t-il que l’attitude phénoménologique totale, et l’ἐποχή [épochè] qui en fait partie, sont appelées par essence à produire tout d’abord une transformation (Wandlung) personnelle complète qui serait à comparer en première analyse avec une conversion religieuse (religiösen Umkehrung), mais qui davantage encore porte en soi la signification de la transformation existentielle (existenziellen Wandlung) la plus grande qui soit confiée à l’humanité comme humanité. 
Dans ce texte, et en relation avec les deux auteurs précédents, il est question de transformation personnelle complète (quelque chose comme l'éveil) et même d'une transformation collective nécessitée par l'état du monde, une transformation qui s’appuierait sur la philosophie revenue à ses sources (étymologie du mot philosophie : aimer la sagesse) avec des approches en première personne.